# Tobias Ø
Tobias Ø (grønlandsk: Tuppiap Qeqertaa) er en grønlandsk ø i Grønlandshavet, ud for Nioghalvfjerdsfjorden, i det nordøstlige Grønland. Stort set hele øen er dækket af en iskappe. Tobias Ø er opkaldt efter fangeren Tobias Otto Mikael Gabrielsen, der deltog i Danmark-ekspeditionen.

## Opdagelse
Øen blev første gang opdaget den 2. maj 1907, hvor tre af Danmark-ekspeditionens medlemmer hævdede at have set et landområde i retning mod Svalbard. Forsøget på at nå øen blev dog hurtigt opgivet, da havisen var meget ujævn. Først i december 1937 blev det ukendte landområde igen observeret, da en russisk ekspedition drev ned langs den Grønlands østkyst. Det fik Lauge Koch overtalte staten til at indkøbe et fly, hvis rækkevidde kunne nå fra Svalbard til Grønland, og retur igen. Det lykkedes i maj 1938, hvor staten gennemførte tre overflyvninger, som dog ikke gav noget resultat.
I 1998 fortalte den tyske oceanograf Gereon Budeus, at han tilbage i 1993 havde opdaget en 30 m høj isbakke, lokaliseret ca. 80 km ud fra den Grønlandske østkyst. Placeringen af hans opdagelse var dog flere hundrede kilometer syd, for hvad tidligere opdagelser havde berettet.
Den 28. april 2001 rejste GEUS og ASIAQ henholdsvis Dannebrog og det grønlandske flag på øen, og øen betragtes nu som dansk territorium. Suverænitetshåndhævelsen forventes at have stor betydning, når det i de kommende år skal afgøres, hvem der har ret til Ishavet (Nordpolen).